# Карлос Ролоф
Карол Ролов-Мяловски или Карлос Ролоф-Миалофски (на испански: Carlos Roloff Mialofsky) е кубински генерал и държавник от полски произход, който играе важна роля в Десетгодишната война и Кубинската война за независимост.

## Биография
Карол Ролов-Мяловски е роден във Варшава в семейството на участник в полското въстание от 1830-31 г. Когато е дете семейството емигрира в Кьонигсберг, където Карол получава военно и търговско образование. През 1862 г. баща му умира. Карол заедно с майка си и по-малките си братя емигрира в Съединените щати. В Гражданската война Ролов-Мяловски се бие на страната на Съюза като част от 9-ти пехотен полк в Охайо и е повишен в офицер.
След Гражданската война работи като чиновник в търговска компания, която доставя кубинска захар за САЩ. След като се установява в Куба, която тогава е испанска колония, Ролов-Мяловски се включва активно в местния живот. Става член на клуба Ел Прогресо и масонската ложа Сан Хуан. И скоро става част от освободителното движение. Участва в Десетгодишната война. През 1868 г. е повишен в генерал от кубинските революционни сили.
През 1879 г. Ролов-Мяловски се опитва да докара кораб с оръжие и боеприпаси в Куба. Експедицията обаче трябва да акостира в Ямайка. Не успявайки да стигне до Куба този път, генерал Ролов заминава за Хондурас, където скоро става директор на Banco Central в Амапала.
Тогава Ролов-Мяловски участва в Малката война и си сътрудничи с Хосе Марти. През 1895 г. той отново акостира в Куба и продължава въстаническата борба. През 1902 г. кубински съд му дава гражданство на независима Куба.